# Selypi cukorgyár
Az 1890–1998 között tevékenykedő selypi cukorgyár a magyarországi rendszerváltáskor működő 12 cukorgyár egyike volt.

## Története

### 1889-1918
A Selypi Cukorgyár Rt. alapításának tervét 1889. december 21-én Schossberger Henrik nyújtotta be a Budapesti Királyi Kereskedelmi és Váltótörvényszékhez, az alakuló közgyűlést másnap, december 22-én tartották. A 800 000 forintnyi alaptőke 400 darab részvényéből 120-at Schossberger Henrik, 80-at fia, Schossberger Rezső, 80-at Offermann Győző (a petőházi cukorgyár egyik tulajdonosa, Schossberger Henrik veje), 56-ot Brüll Ármin, 28-at Brüll Zsigmond, 24-et Kohner Ágoston, 12-t Fischl Béla jegyzett. A Schossberger család már 1884-ben foglalkozni kezdett a gyáralapítással, de a szükséges répamennyiséget akkor még nem sikerült biztosítaniuk. 1889-ben tudták a környék gazdáit meggyőzniük, részben a hatvani cukorgyárat létesítő Deutsch család ellenpropagandája következtében. Így a szükséges alapanyag mintegy háromnegyedét kezdetben a saját uradalmaikban termelték meg, pár év múlva azonban Nógrád, Heves, Pest-Pilis-Solt-Kiskun,  Jász-Nagykun-Szolnok és Gömör megyék birtokosai is szerződést kötöttek.
A gyár építése 1890-ben kezdődött a Lőrinci melletti Selyp pusztán, ugyanebben az évben létesítették Selyp vasútállomást is. A vízellátást a közeli Zagyva folyó biztosította, ezt azonban a hatvani cukorgyárat üzemeltető Deutschék jogi úton próbálták ellehetetleníteni. Miközben a gyár 1890 őszén megkezdte a termelést, a vízzel kapcsolatos vita megjárta a Nógrád megyei alispáni hivatalt,  másodfokon a megye Közigazgatási Bizottságát, míg végül a Földművelésügyi Minisztériumnak kellett döntenie, a végleges vízhasználati engedélyt csak 1902-ben adták ki. A gyár az 1890/91-es kampányban 3052 tonna, 1891/92-ben 5240 tonna, 1892-93-ban 4762 tonna cukrot állított elő. A gyártás a századforduló környékén évi 10-15000 tonna körül mozgott, ehhez 400 főt alkalmaztak.
1905-ben megindult a kockacukor és a finomított kristálycukor termelése. A gyártott mennyiség 60-70%-át a finomítványok tették ki; ez az arány az első világháború végén már 70-80%-ra emelkedett. 1918-tól kezdve kandiscukrot, más néven jegeccukrot is gyártottak a pezsgőgyárak részére. A finomítványok gyártása megnövelte a munkaerő-szükségletet; ezt követően a létszám 1000-1300 fő között mozgott. A gyár építésével egyidejűleg a dolgozók számára lakásokat is építettek, amelyek fenntartását a gyár végezte, lakbért nem kellett fizetni.
A selypi cukorgyár a termelésének jelentős részét exportra szállította, a felvevő piacok Bosznia-Hercegovina, Bulgária, Törökország, az Amerikai Egyesült Államok, Anglia, Olaszország, Svájc, Portugália, India és Japán voltak. Az állam úgynevezett cukorkiviteli jutalmak formájában támogatta az exportot; az exportprémiumokat  azonban az Osztrák–Magyar Monarchia által is aláírt, 1903-ban hatályba lépett brüsszeli nemzetközi cukoregyezmény megszüntette.

### 1919-1944
Az első világháború utáni években a Schossberger család tőzsdei spekulációk folyományaként 1926-ban arra kényszerült, hogy eladja a gyárat. A vevő a szerencsi gyárat is birtokló Magyar Cukoripar Rt. lett, amely 1928-tól kezdve jelentős korszerűsítést és bővítést hajtott végére az önköltség csökkentésének érdekében.
1939-ben a második világháború kitörésekor cukorhiány alakult ki, ezért a Magyar Cukorgyártók Országos Egyesülete úgy határozott, hogy a karbantartási munkákkal már elkészült mezőhegyesi, sarkadi, szolnoki és selypi gyárakban a szokásosnál korábban kezdjék meg a termelést. A cukorrépa betakarítása azonban nem haladt a szükséges ütemben a bevonulások miatti munkaerőhiány következtében, így a gyárat alig 31 nap működés után le kellett állítani.  Az 1942-es kampány is csak 26 napig tartott, mert a gazdák visszatartották takarmányozásra a cukorrépát. A gyár termelése 1935-36-ban 6996 tonna, 1937-38-ban 7115 tonna, 1938-39-ben 7322 tonna, 1939-40-ben 6030 tonna, 1940-41-ben 8775 tonna, 1941-42-ben 6611 tonna, 1942-43-ban 6258 tonna, 1943-44-ben 5715 tonna volt.
1940 őszétől mintegy kétszáz lengyel tisztet és katonát szállásoltak el az egyik cukorgyári munkásszálláson, 1944-ben pedig a marosvásárhelyi cukorgyár néhány alkalmazottját helyezték el.
1944 novemberében a 2. ukrán front elől hátráló német csapatok Selypre szorultak vissza, és a cukorgyárban telepedtek meg. A gyár vezetői a front közeledtére elhagyták a települést, így a németek december 6-i elvonulása után a szovjet parancsnokság december 7-én a már korábban itt dolgozó Bronislav Zmudiznski lengyel menekült vegyészmérnököt bízta meg a gyár igazgatásával. December 9-én megkezdték a romeltakarítást és rendcsinálást, majd december 25-én megindult a gyártás, amely január 1-jéig tartott.

### 1945-1998
1945 elején a gyár területén szovjet katonai kórházat rendeztek be, a gépjavító műhelyben pedig egy katonai műhelyvonatot helyeztek el. Az országos répahiány Selypen is éreztette hatását: a gyár történetének legrövidebb, négy napig tartó kampánya alatt 476 tonna cukrot állítottak elő. Az 1946-os év termelése (3265 tonna) még mindig elmaradt a háború előtt szokásos mértéktől.
1948 márciusában a selypi cukorgyárat a többi magyar cukorgyárral együtt államosították; az irányításukat a Pénzügyminisztérium felügyelete alatt álló Cukoripari Igazgatóság végezte. 1964. január 1-jétől pedig az ország tizenegy cukorgyárát és a Cukoripari Kutató Intézetet magába foglaló Magyar Cukoripar országos nagyvállalat részeként működött tovább. 1971-ben a cukorgyárak önálló vállalatokká alakultak a Cukoripari Vállalatok Trösztjén belül. 1980-ban a tröszt megszűnt, innentől kezdve a gyár teljesen önállóan gazdálkodott. A selypi cukorgyár a hatvanival együtt Mátravidéki Cukorgyárak néven működött tovább, hatvani központtal.
1960-1961-ben a gyárban ismét jelentős bővítésre került sor, így a feldolgozási kapacitás a háború előtti 1000 tonna répa/napról 2200 tonnára növekedett. A gyártott cukor mennyisége az 1957-es 22 585 tonnáról 1964-ben 43 192 tonnára emelkedett. Az 1965-1975 közötti időszakban csak szinten tartó beruházásokra került sor.
1971-től kezdve a gyár porcukrot is állított elő, fél kilogrammos polietilén csomagolásban, 1973-tól kezdve pedig szemenként préselt kockacukrot is gyártottak Kékes fantázianéven.
1991. június 26-án a hatvani és selypi cukorgyárakban a Béghin-Say francia cukoripari vállalat szerzett tulajdonrészt és irányítási jogosultságot. A cukorgyárat 1998-ban gazdaságossági okok miatt bezárták. A telephelyen rövid ideig még működött a cukorcsomagolás és –raktározás.